# Liste der Bischöfe von Annadown
Die folgenden Personen waren Bischöfe von Annadown (Irland):
- 1189 Conn ua Mellaig [Concors]
- 1202 Murchad ua Flaithbertaig
- 1242 Tomas O Mellaig, O.Praem.
- 1251 Conchobar [Concors]
- 1263 Thomas
- 1283 John of Ufford
- 1308 Gilbert O Tigernaig, O.F.M.
- 1323 Jacobus O Cethernaig (danach Bischof von Connor)
- 1326 Robert Petit, O.F.M. (vorher Bischof von Clonfert)
- 1328 Albertus
- 1329 Tomas O Mellaig
- 1359 Dionysius
- 1393 Johannes
- 1394 Henry Trillow, O.F.M.
- 1402 John Bryt, O.F.M.
- 1408 John Wynn
- 1421 John Boner [Camere], O.S.A.
- 1425 Seean Mac Braddaigh, O.Carm.
- 1428 Seamus O Lonnghargain (danach Bischof von Killaloe)
- 1431 Donatus O Madagain
- 1446 Thomas Salscot
- 1450 Redmund Bermingham
- 1458 Thomas Barrett
- 1496 Francis Brunand, O.Carm.
- 1540 John Moore
- 1540 Henry de Burgo

vereint mit dem Erzbistum Tuam ca. 1555, siehe Liste der Erzbischöfe von Tuam